# LDL-Apherese
Der Begriff LDL-Apherese geht auf die Zeit vor 1980 zurück, als die Konzeption der „therapeutischen Affinitätschromatographie“ am Modell des LDL-Cholesterins klinisch realisiert wurde. Die LDL-Apherese entfernt als bisher einziges Verfahren spezifisch an Apoprotein B gebundenes LDL-Cholesterin und hat durch seine repetitiv-zyklische Arbeitsweise eine nahezu unbegrenzte Kapazität. Der für die ursprüngliche LDL-Apherese reservierte Terminus wurde von später entwickelten Verfahren übernommen, obwohl es ihnen an Spezifität und Kapazität mangelte. Sie werden daher als LDL-Eliminationsverfahren bezeichnet.

## Therapieverfahren
Bei der LDL-Apherese wird in einem extrakorporalen Kreislauf mithilfe verschiedener physiko-chemischer Trennprinzipien (Filtration, Präzipitation oder Adsorption) LDL-Cholesterin entfernt. Das gereinigte Blut wird nach der Entfernung des LDL-Cholesterins direkt wieder in den Körper zurückgeführt. Bei Plasmatherapieverfahren erfolgt zunächst eine Auftrennung des Blutes in Blutplasma und zelluläre Bestandteile. Das Plasma wird in einem zweiten Schritt gereinigt und anschließend wieder mit den zellulären Bestandteilen vereinigt. Zu diesen Verfahren zählen die Heparin-induzierte extrakorporale LDL-Präzipitation (HELP), die Lipidfiltration, die Dextran-Sulfat-Cellulose-Adsorption (DSA) aus Plasma und die Immunadsorption (IA). Bei Vollblut- oder Hämoperfusionsverfahren wird das Blut in einem Schritt ohne vorherige Auftrennung gereinigt. Hierzu gehören die Dextran-Sulfat-Cellulose-Adsorption aus Vollblut (Lipidadsorption) und die Polyacrylatadsorption (Direkte Adsorption von Lipoproteinen, DALI-Verfahren). Alle Therapieverfahren können den LDL-Cholesterinspiegel im Blut um durchschnittlich 60–75 % pro Therapiesitzung senken. Die Behandlung wird in der Regel ein- bis zweiwöchentlich durchgeführt.

## Indikationen
Die LDL-Apherese wird bei schweren Fettstoffwechselstörungen angewendet: bei familiärer Hypercholesterinämie homozygoter Ausprägung sowie bei schwerer Hypercholesterinämie, wenn mit einer über zwölf Monate dokumentierten maximalen diätetischen und medikamentösen Therapie das LDL-Cholesterin nicht ausreichend gesenkt werden kann. Die LDL-Apherese ersetzt dabei nicht die medikamentöse Therapie, sondern ergänzt diese. Neuere Studienerkenntnisse weisen darauf hin, dass eine medikamentöse Therapie mit dem PCSK9-Hemmer Alirocumab die Häufigkeit der Lipidapherese-Sitzungen verringern könnte.